# Калнику де Сус (Горж)
Калнику де Сус (рум. Câlnicu de Sus) насеље је у Румунији у округу Горж у општини Калник. Oпштина се налази на надморској висини од 173 m.

## Становништво
Према подацима из 2011. године у насељу је живело 593 становника.